# Raúl Belén
Raúl Óscar Belén (ur. 1 lipca 1931 w Santa Fe, zm. 22 sierpnia 2010 w Rosario) – argentyński piłkarz noszący przydomek La Bruja, lewy napastnik, pod koniec kariery lewy pomocnik.
Belén początkowo grał w klubie Newell’s Old Boys Rosario, z którym w 1953 ledwo utrzymał się w pierwszej lidze, zajmując 15, przedostatnie miejsce.
W 1959 roku przeniósł się do Hiszpanii, gdzie bez powodzenia występował w klubie FC Barcelona. Po powrocie do kraju został piłkarzem klubu Racing Club de Avellaneda, gdzie tworzył słynną piątkę napadu: Omar Oreste Corbatta – Juan Pizzuti – Pedro Manfredini – Rubén Héctor Sosa – Raúl Belén.
Jako piłkarz klubu Racing wziął udział w turnieju Copa América 1959, gdzie Argentyna została mistrzem Ameryki Południowej. Belén zagrał we wszystkich sześciu meczach – z Chile (zdobył bramkę), Boliwią, Peru, Paragwajem (w 86 minucie zmienił go Roberto Brookes), Urugwajem (zdobył 2 bramki) i Brazylią.
W tym samym roku wziął udział w ekwadorskim turnieju Copa América 1959, gdzie Argentyna została wicemistrzem Ameryki Południowej. Belén zagrał w trzech meczach – z Ekwadorem, Urugwajem i Brazylią.
Rok później wziął udział w turnieju Copa del Atlántico 1960, gdzie Argentyna zajęła drugie miejsce. Belén zagrał w dwóch meczach – z Paragwajem i Brazylią.
W grudniu 1960 roku zagrał w obu zwycięskich meczach z Ekwadorem, które odbyły się w ramach eliminacji do finałów mistrzostw świata w 1962 roku.
Razem z Racingiem zdobył w 1961 roku mistrzostwo Argentyny i dzięki temu wziął udział w turnieju Copa Libertadores 1962, gdzie jednak Racing odpadł już w fazie grupowej. Wziął udział w finałach mistrzostw świata w 1962 roku, gdzie Argentyna odpadła w fazie grupowej. Belén zagrał w dwóch meczach – z Bułgarią i Anglią.
Łącznie Belén w lidze argentyńskiej rozegrał 283 mecze i zdobył 67 bramek.
W reprezentacji Argentyny Belén w latach 1959–1963 rozegrał 31 meczów i zdobył 9 bramek.
Belén pod względem sylwetki i ostrości rysów przypominał fantastycznego dryblera Corbattę. Nie był jednak aż tak dobrym dryblerem, ale dla obrony rywala potrafił być nie mniej groźny z powodu nadzwyczajnej szybkości. Potrafił strzelać mocno i zaskakująco. Ponadto bardzo celnie dośrodkowywał, i to z pełnego rozpędu.